# Phelsuma madagascariensis madagascariensis
Phelsuma madagascariensis madagascariensis je poddruh felsumy madagaskarské. Obývá pralesy východního Madagaskaru. Žije na stromech a živí se hmyzem, někdy i nektarem.

## Vědecká synonyma
- Gekko madagascariensis Gray 1831
- Phelsuma sarrube [Wiegmann 1834]
- Phelsuma madagascariensis martensi Mertens 1962
- Phelsuma madagascariensis - Glaw a Vences 1994: 290

## Rozšíření
Felsuma madagascariensis madagascariensis obývá celé území deštných pralesů na východním Madagaskaru táhnoucí se od jižního až k severnímu cípu ostrova. Také obývá některé malé ostrůvky u pobřeží. Díky dobrým podmínkám byla Phelsuma madagascariensis madagascariensis zavlečena i na Havajské ostrovy.

## Vzhled

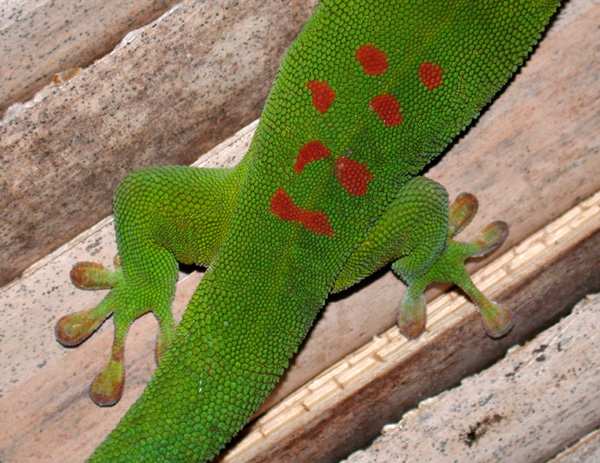
Červené tečky na kůži P. m. madagascariensis

P. m. madagascariensis patří mezi největší zástupce rodu Phelsuma. Dorůstají okolo 22 cm. Samci bývají většinou větší než samice. Kůže je zelená s červenými skvrnami. Na prstech mají jako všichni stromoví gekoni příchytné lamely. Nemají víčka, proto si oči čistí jazykem.

## Potrava
Tyto felzumy se jako ostatní felzumy živí hmyzem, pavouky a jinými bezobratlými. Občas lížou nektar z přezrálého ovoce a květů.

## Chování
Teritoriální zvíře, které zpravidla žije v párech. Pár se usadí na jednom stromě, kde si žije po celý život.[zdroj?] Felzumy se dožívají kolem 10 let.

## Rozmnožování

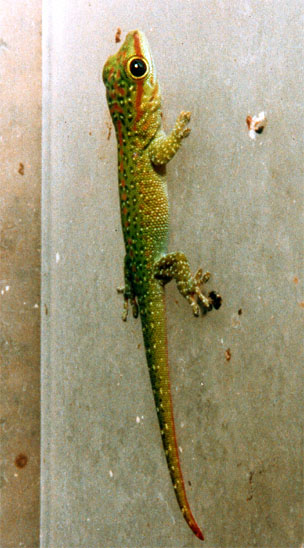
mládě Phelsumy m. madagascariensis

P. m. madagascariensis se rozmnožuje od listopadu po duben. Po páření naklade samice dvě k sobě slepená vajíčka. Za rok může naklást až 6 snůšek. Při teplotě 28 °C se mláďata líhnou po 55 dnech. Dospívají v jednom roce